# Rock Me (singel Great White)
Rock Me – piosenka rockowa zespołu Great White, wydana w 1987 roku jako singel promujący album Once Bitten.

## Charakterystyka
Zwrotki są wykonane przy łagodnej instrumentacji. Powtarza się przy nich linia basowa, riffy są subtelne, pojawia się również harmonijka. W refrenie ożywają gitary i perkusja, a wokalista śpiewa wyraziście: Rock me, roll me through the night / We'll burn in love tonight. W warstwie tekstowej podmiot liryczny próbuje namówić pewną dziewczynę, aby ta została z nim na noc. Dziewczyna ma świadomość, że jest to moralnie wątpliwe, mimo to podmiot liryczny nalega. Twórcami muzyki byli Mark Kendall, Alan Niven i Michael Lardie, zaś tekst napisał Jack Russell.
Do piosenki powstał teledysk w reżyserii Nigela Dicka. Został w nim wykorzystany motyw rekina: naszyjnik z zębów rekina, kobieta ubrana w sukienkę przypominającą łuski i sieć rybacką czy strzelanie harpunem.

## Odbiór
„Rock Me” było przełomową piosenką w karierze Great White. Po porażce komercyjnej debiutanckiego albumu i zerwaniu kontraktu przez EMI, drugi album pt. Shot in the Dark początkowo ukazał się niezależnie, owocując podpisaniem umowy z Capitol Records. Wytwórnia wywarła na zespole presję, aby na trzecim albumie znalazł się hit. Istotnie, „Rock Me” było pierwszym utworem zespołu na liście Hot 100 (60. miejsce, również 9. miejsce na liście Mainstream Rock).